# General Atomics Gnat 750
Die General Atomics Gnat 750 ist ein unbemanntes Luftfahrzeug (Drohne, UAV), das von der Abteilung „Aeronautical Systems“ des US-amerikanischen Herstellers General Atomics hergestellt wird und bei Leading Systems Inc. (LSI) in den 1980er-Jahren entwickelt wurde. Die bekannteste Weiterentwicklung der Gnat 750 ist die MQ-1. Der Name „GNAT“ kann als Verkürzung des Firmennamens GeNeral ATomics angesehen werden.

## Geschichte
Die Gnat 750 basiert auf der Leading Systems Amber, einem kleinen Mehrzweck-Hochleistungs-UAV, das 1986 seinen Erstflug hatte. Nachdem LSI die Entwicklung der Amber wegen der nicht weiter fortgeführten Finanzierung durch die DARPA aufgeben musste, versuchte das Unternehmen mit einer vereinfachten Exportversion Aufträge aus dem Ausland zu erhalten. In dieser als Gnat 750 bezeichneten Version wurden weniger komplexe Avionik und einfachere Aufklärungssysteme verwendet. Als Antrieb war entweder ein LSI-eigener KH-800T oder ein frei erhältliches Rotax-Triebwerk einsetzbar. Die erste Vorserienmaschine der Gnat 750 flog Mitte 1989 zum ersten Mal.
1990 musste LSI Konkurs anmelden, die Produktionsanlagen übernahm danach General Atomics (GA). 1993 wurde dort die Abteilung „Aeronautical Systems Inc.“ gegründet, die von dem ehemaligen Navy-Piloten Tom Cassidy geleitet wurde. GA übernahm auch einen Vertrag mit der Türkei über die Lieferung von Gnat 750, hinzu kamen Aufträge des „Directorate of Science and Technology“ (DST) der CIA. Die CIA fühlte sich nicht an das Monopol des 1987 gegründeten „Joint Program Office“ (JPO) gebunden, das alleine bestimmen konnte, welche Stellen Finanzmittel für die Entwicklung und Beschaffung von UAVs aufwenden durften.
Unter dem Projektnamen „Lofty View“ beschaffte die CIA eine Reihe von Gnat 750 zusammen mit den zugehörigen Bodenstationen und außerdem zumindest eine Schweizer RG-8A Condor, die als fliegende Kommunikationsstation eingesetzt wurde. Im Januar und Februar 1994 wurden diese Maschinen nach Albanien (Gjadër) verlegt, im März und April des gleichen Jahres erfolgte eine weitere Verlegung an einen geheimgehaltenen Ort, wahrscheinlich nach Taszár in Ungarn. Offizielle Quellen bezeichneten den folgenden Einsatz als großen Erfolg. Über das Condor-Flugzeug als Relay-Station und einen Satelliten-uplink konnten dabei Echtzeit-Bilder in die USA gesendet werden. Durch die geringe Einsatzdauer der Condor bedingt, war eine Satellitenverbindung jedoch nur für jeweils etwa zwei Stunden möglich.
Anfang 1994 formte das Pentagon mit dem „Defense Airborne Reconaissance Office“ (DARO) eine neue Organisation, die direkt dem Büro des Verteidigungsministers unterstellt war und von dem USAF Major General Ken Israel geführt wurde. Das DARO besaß eigene Haushaltsmittel und sollte die Entwicklung und den Einsatz einer neuen Familie von Langstrecken-UAVs überwachen. Das JPO wurde dagegen in seiner Befugnis zurückgestuft. DARO erbte vom JPO lediglich ein UAV-Programm, nämlich die Gnat 750.

## Einführung des Tier-Systems
Ausgehend von der Gnat 750 definierte die DARO ein Langstrecken-UAV-Programm, das die UAVs entsprechend ihren Einsatzfähigkeiten, Kosten und Einsatzrisiken in unterschiedliche „Tiers“ (dt. etwa Hierarchieebenen) einteilte.
- Tier 1 war die Gnat 750,
- Tier 2 war ein verbessertes, bereits in Entwicklung befindliches Gerät, das auf einem Konzept von GA-ASI beruhte, die im Januar 1994 einen Fertigstellungsauftrag erhielten. Es wurde auch als „Medium Altitude Endurance UAV“ und von GA-ASI als „Predator“ bezeichnet. Die erste Maschine flog im Juni 1994.

Die Predator war eines der ersten Beispiele für das vom Pentagon als „Advanced Concept Technology Demonstration“ (ACTD) bezeichnete Konzept des Baus eines Demonstrationsflugzeugs, das aber bereits eine – wenn auch eingeschränkte – Einsatzfähigkeit aufweisen sollte. DARO wollte die Predator schnellstmöglich in vier Exemplaren zusammen mit einer Bodenstation fertigstellen, um sie bereits Anfang 1995 in einer Art Notfalleinsatz verwenden zu können. Die Nutzlast der Predator war mit 204 kg deutlich höher, als die der Gnat, die lediglich 60 kg mitführen konnte.

## Konstruktion
Die konstruktive Auslegung entspricht weitgehend der der Amber, die Gnat ist jedoch ein Tiefdecker und hat insgesamt etwas größere Abmessungen. Die Gnat wiegt jedoch weniger und kann eine höhere Nutzlast mitführen. Der Antrieb erfolgt durch einen Vierzylinder-Kolbenmotor Rotax 912, der eine Leistung von 64 kW (85 PS) liefert.

## Technische Daten
| Kenngröße             | Daten                                                             |
| --------------------- | ----------------------------------------------------------------- |
| Besatzung             | 0                                                                 |
| Länge                 | 5,00 m                                                            |
| Spannweite            | 10,75 m                                                           |
| Dienstgipfelhöhe      | 7600 m                                                            |
| Leergewicht           | 250 kg                                                            |
| Fluggewicht           | 520 kg                                                            |
| Höchstgeschwindigkeit | 192 km/h                                                          |
| Höchstflugdauer       | 48 Stunden                                                        |
| Reichweite            | 2200 km                                                           |
| Triebwerk             | ein Vierzylinder-Kolbenmotor Rotax 912 mit 64 kW (85 PS) Leistung |